# Lipa (powiat obornicki)
Lipa – wieś w Polsce, położona w województwie wielkopolskim, w powiecie obornickim, w gminie Ryczywół.
| SIMC    | Nazwa       | Rodzaj     |
| ------- | ----------- | ---------- |
| 0999794 | Lipa Nowa   | przysiółek |
| 0529278 | Wojciechowo | część wsi  |

W latach 1975–1998 wieś należała administracyjnie do województwa pilskiego.
W rejonie wsi początek bierze Kanał Ludomicki.